# Stade Boca do Lobo
Le Stade Boca do Lobo (en portugais : Estádio Boca do Lobo) est un stade de football brésilien situé dans la ville de Pelotas, dans l'État du Rio Grande do Sul.
Le stade, doté de 23 336 places et inauguré en 1908, sert d'enceinte à domicile à l'équipe de football de l'Esporte Clube Pelotas.

## Histoire
Il est inauguré le 25 octobre 1908, lors d'une rencontre entre les locaux de l'EC Pelotas et du Rio Grande.
Le record d'affluence au stade est de 23 336 spectateurs, lors d'un match nul 1-1 des locaux de l'EC Pelotas contre Grêmio le 17 janvier 2010.